# Parag Agrawal
Parag Agrawal (nascido em 21 de maio de 1984) é um engenheiro de software e empresário indiano-americano que foi CEO do Twitter de novembro de 2021 a outubro de 2022.

## Infância e educação
Agrawal nasceu em Ajmer, Rajastão. Seu pai era um alto funcionário do Departamento Indiano de Energia Atômica e sua mãe é professora aposentada de Economia do Veermata Jijabai Technological Institute em Mumbai.
Em 2001, ele completou seu último ano do ensino médio no Atomic Energy Junior College, em Mumbai. No mesmo ano, garantiu a medalha de ouro na Olimpíada Internacional de Física realizada em Antalya, na Turquia.
Em 2005, Agrawal obteve seu diploma de Bacharel em Tecnologia em ciência da computação e engenharia no IIT Bombay. Naquele ano, ele se mudou para os Estados Unidos para fazer doutorado em ciência da computação na Universidade de Stanford, sob a orientação de Jennifer Widom. Sua tese de doutorado em Stanford, publicada em 2012, é intitulada "Incorporating Uncertainty in Data Management and Integration".

## Carreira
Agrawal realizou estágios de pesquisa na Microsoft e na Yahoo! antes de ingressar no Twitter como engenheiro de software em 2011. Em outubro de 2017, o Twitter anunciou a nomeação de Agrawal como diretor de tecnologia após a saída de Adam Messinger. Em dezembro de 2019, o CEO do Twitter, Jack Dorsey, anunciou que Agrawal seria o responsável pelo Projeto Bluesky, uma iniciativa para desenvolver um protocolo de rede social descentralizado.
Em 29 de novembro de 2021, Dorsey anunciou que estava renunciando ao cargo de CEO do Twitter e que Agrawal o substituiria imediatamente. Como CEO, Agrawal recebeu uma remuneração anual de US$ 1 milhão, bem como uma remuneração em ações no valor de US$ 12,5 milhões. Agrawal foi demitido do cargo de CEO assim que Elon Musk concluiu a aquisição da empresa em 27 de outubro de 2022.

## Visões e políticas
Em entrevista ao MIT Technology Review em novembro de 2020, quando questionado sobre a liberdade de expressão em relação ao Twitter, Agrawal disse: "Nosso papel não é estar vinculado à Primeira Emenda, mas nosso papel é servir a uma conversa pública saudável ... [e para] focar menos em pensar sobre a liberdade de expressão, mas pensar em como os tempos mudaram."

## Vida pessoal
Agrawal é casado com Vineeta Agarwala, sócia geral da empresa de capital de risco Andreessen Horowitz. Eles têm dois filhos, nascidos em 2018 e 2022. Ele tirou licença paternidade como CEO do Twitter para o nascimento de seu segundo filho.